# Сульфометурон-метил
Сульфометурон-метил — органическое соединение из группы сульфонилмочевин, используется в качестве гербицида. Он действует путём ингибирования ацетолактатсинтазы, фермента, который катализирует первый этап биосинтеза аминокислот с разветвленной цепью валина, лейцина и изолейцина. Основные области использования препарата – избирательное уничтожение сорняков в дернине из свинороя пальчатого и сплошное уничтожение растительности на невозделываемых землях. Препараты на основе сульфометурон-метила относятся к 3 классу опасности для человека и 3 классу опасности для пчёл.